# Simon Antoine Jean LHuillier

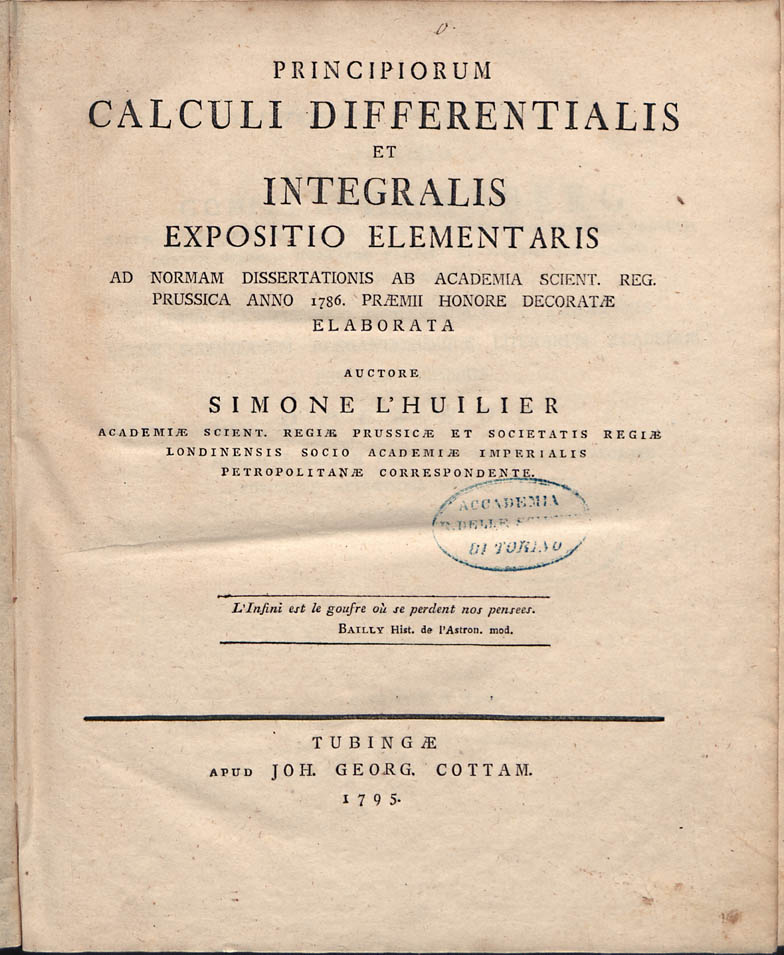
Principiorum calculi differentialis et integralis expositio elementaris, 1795

Simon Antoine Jean Lhuilier (Genève, 24 april 1750 – aldaar, 28 maart 1840) was een Zwitserse wiskundige, die afstamde van een Franse hugenotenfamilie, oorspronkelijk afkomstig uit Mâcon. Hij is vooral bekend om zijn studie van het limietbegrip "oneindig" in de wiskunde en de introductie van de notatie "lim" en het gebruik van de tweezijdige limiet. Aan hem hebben we ook een belangrijke formule in de boldriehoeksmeting te danken.

## Biografie
De familie Lhuilier (ook wel L'Huilier of L'Huillier) was gedwongen uit Frankrijk te vluchten, toen Lodewijk XIV het Edict van Nantes opzegde en daarmee het leven van de protestanten in Frankrijk onmogelijk maakte. In 1691 vestigde de familie zich definitief in Genève.
In die stad schitterde Lhuilier als middelbare scholier, waarna hij wiskunde studeerde aan de bekende Calvinistische Academie, waar een van Eulers leerlingen Louis Bertrand (1731-1812) wiskunde onderwees. Het onderricht in de natuurkunde werd daar gegeven door de Franse natuurkundige Georges-Louis Le Sage en het was door deze dat Lhuilier zijn eerste betrekking als leraar van de Rilliet-Plantamour familie verkreeg, een positie die hij twee jaar lang bekleedde.
Zijn tweede betrekking kwam tot stand door toedoen van zijn relatie met Christoph Pfleiderer, een vroegere medestudent, die hoogleraar in de wiskunde en natuurkunde geworden was aan de militaire academie van Warschau. Pfleiderer schreef in 1775 een wedstrijd uit om de beste auteur te vinden voor het opstellen van Poolse schoolboeken over wis- en natuurkunde. Lhuilier won met glans deze wedstrijd en de in Pulawy wonende Poolse prins, Adam Kazimierz Czartoryski was zo sterk onder de indruk van Lhuiliers inzending dat hij hem in 1777 een betrekking aanbood als leraar voor zijn zoon Adam Jerzy Czartoryski. Lhuillier aanvaardde deze positie en verbleef de volgende elf jaar te Pulawy. Het was in deze stad dat Lhuiliers belangrijkste en mooiste publicaties ontstonden.
In 1784 dong Lhuilier mee voor een prijs, die uitgeschreven was door de Berlijnse Academie, en die bedoeld was om wiskundigen aan te zetten een fundamentele formulering te geven voor het begrip oneindig in de toenmalige differentiaalrekening. Met het in 1786 ingediende werkstuk Exposition élémentaire des principes des calculs supérieurs won Lhuilier de prijs. Dit werk mag beschouwd worden als een van de voorlopers van de moderne werken over analyse en bevat, naast de standaardconcepten en notaties voor afgeleiden, ook een hoofdstuk over limieten, waarbij onder andere het symbool lim als afkorting van het begrip limiet en de voorstelling van de tweezijdige limiet voor het eerst werden gebruikt. In dit werk werd ook voor het eerst de benaming "de reeks van Taylor" vermeld voor de polynome ontwikkeling van een functie. Daarmee verwees Lhuilier naar het werk van Brook Taylor (1685-1731).
In 1789 keerde Lhuilier terug naar Zwitserland, maar de politieke situatie was daar intussen zo gespannen dat hij contact opnam met zijn vriend Pfleiderer, die op dat moment wiskunde onderwees in Tübingen. Hij bleef tot 1794 in Tübingen en werd het jaar daarop uitgenodigd om de leerstoel voor wiskunde in Leiden waar te nemen. Lhuilier verkoos echter een gelijkaardige leerstoel in zijn geboortestad Genève. Deze was vrijgekomen wegens het vertrek van zijn vroegere leraar Louis Bertrand. Lhuilier werd aangesteld in 1795 bij de Academie te Genève en behield deze opdracht tot zijn pensionering in 1823. Een van zijn meest bekende leerlingen was Charles-François Sturm.
Het jaar 1795 was nog om een andere reden belangrijk voor Lhuilier. In dat jaar werd zijn werk waarmee hij de prijs in Berlijn gewonnen had, in het Latijn vertaald Principiorum Calculi Differentialis et Integralis expositio elementaris ad normam dissertationis ab Academia Scient. Reg. Prussica anno 1786. Praemii Honore decoratae elaborata. Tubingae, apud Joh. Georg. Cottam, 1795. In hetzelfde jaar trouwde hij met Marie Cartier, met wie hij twee kinderen kreeg. Tijdens deze periode in Genève was Lhuilier ook politiek actief en ontpopte zich als een gewaardeerd correspondent van de Berlijnse Academie, de Academie van Göttingen, die van St. Petersburg en van de Royal Society of London. Uit deze periode stamt ook zijn studie Polygonométrie, ou De la mesure des figures rectilignes ; et Abrégé d'isopérimétrie élémentaire, ou De la dépendance mutuelle des grandeurs et des limites des figures over onder andere de formule die Euler opgesteld had voor regelmatige veelvlakken en corrigeerde hij Eulers oplossing van het bekende vraagstuk van de bruggen van Koningsbergen.
Volgens de stelling van Euler is in elk convex veelvlak de som van het aantal zijvlakken ({\displaystyle Z}) en het aantal hoekpunten ({\displaystyle H}) twee meer dan het aantal ribben ({\displaystyle R}): {\displaystyle Z+H-R=2}. Tegenwoordig zegt men dat deze karakteristiek van Euler een topologische invariante is, omdat de relatie niet verandert bij een continue afbeelding. 
Lhuilier vond een generalisatie van deze stelling voor veelvlakken met gaten. De invariante relatie luidt dan:
{\displaystyle Z+H-R=2-2G}
waarin {\displaystyle G} het aantal gaten is. De Euler-karakteristiek is dus gelijk aan 2 voor een regelmatig veelvlak en 0 voor een torusachtig veelvlak. Hiermee werd een belangrijke stap gezet in de ontwikkeling van de topologie. Het was de Franse wiskundige Henri Poincaré die Eulers formule volledig generaliseerde.
In de jaren 1796 en 1797 schreef Lhuilier ook vier belangrijke artikelen over de waarschijnlijkheidsleer, die werden gepubliceerd in het in 1796 verschenen deel van de "Mémoires de l'Académie de Berlin".
In 1804 schreef Lhuilier voor zijn studenten in Genève een studieboek, dat in twee delen gepubliceerd werd met de titel Eléments raisonnés d'Algèbre: publiés à l'usage des étudians en philosophie. Dit werk kan worden beschouwd als een vervolg op de Poolse studieboeken die hij vele jaren voordien geschreven had.